# سایلنت هیل (شهر)
شهر سایلنت هیل (به انگلیسی: Silent Hill) یک شهر خیالی در سری بازی‌های سایلنت هیل است. این شهر محل اصلی وقوع رخدادهای مرتبط با داستان بازی‌های این سری است. شهر سایلنت هیل در محدوده ایالت مین در ایالات متحده آمریکا است. این شهر در گذشتهٔ خود یک شهر گردشگری با جمعیت کمتر از ۳۰٬۰۰۰ نفر بود که از شهرهایی معرفی شده بود که در ابتدای استقرار مستعمره نشینان انگلیسی در نیوانگلند بنا شده بود.
برخی از ساکنان محافظه کار شهر سایلنت هیل، مخالف نوسازی و تحول در شهر بودند، این شهر گرچه در محدودهٔ جغرافیایی زیبا و حاصلخیزی قرار دارد اما درگذشته به دلیل توزیع گسترده مواد مخدر در میان شهروندانش، تیره روزی غیرمنتظره‌ای را تجربه نمود. در پشت تمام این رویدادها، فرقهٔ مذهبی آخرالزمانی به نام نظم قرار داشت. این شهر گرچه یک منطقه خوش آب و هوا و پر تردد بود اما این یک شهر نفرین شده بود که یک بار ساکنان آن به بیرون از شهرشان رانده شدند، اعدام‌های دسته‌جمعی بزرگی انجام شد و طاعون مرموزی در آن فراگیر شد. سایلنت هیل به دلیل استقرار در اطراف دریاچه تولوچیا، معمولاً در مه غلیظی فرو می‌رفت. این شهر، محلی است که به دلیل نفرین‌شدگی، افرادی که وارد آن می‌شوندنبایدهای زندگی خود را در آن مشاهده و در تلاشی نفس‌گیر برای رهایی از آن‌ها قرار می‌گیرند.